# 라코슈멘테
부다페스트 17구(헝가리어: Budapest XVII. kerülete), 라코슈멘테(헝가리어: Rákosmente)는 헝가리 부다페스트를 구성하는 23개의 구 중 하나다.